# Csáky Pál
Csáky Pál (Ipolyság, akkori Csehszlovákia, mai Szlovákia, 1956. március 21. –) szlovákiai magyar mérnök, politikus és író.

## Pályafutása
1980-ban szerzett diplomát a Pardubicei Vegyészeti Főiskolán. 1981 és 1990 között a lévai Levitex cég vezető technológusa. 1990-től a Szlovák Nemzeti Tanács képviselője. Az 1992-tól 1998-ig a Magyar Kereszténydemokrata Mozgalom parlamenti frakciójának elnöke, 1998-tól 2002-ig a Szlovák Köztársaság kormányának emberi jogokért, kisebbségekért és régiófejlesztésért felelős miniszterelnök-helyettese, 2002-tól 2006-ig kisebbségi ügyekért felelős miniszterelnök-helyettes, 2007. március 31. és 2010 júniusa között a Magyar Koalíció Pártja (MKP) elnöke volt. 2014-től 2019-ig az MKP európai parlamenti képviselője.

## Díjai, elismerései
- 2024 Talamon-díj[1]
- 2017 Bethlen Gábor-díj[2]
- A Magyar Köztársasági Érdemrend középkeresztje a csillaggal (2011)
- Corvinus-díj (2007)
- Pro Europa-díj 2006
- A Magyar Kultúra Lovagja (2006)

## Megjelent művei
- Emlékek könyve. Kényszerpályák ívén; Madách, Pozsony, 1992 (Főnix füzetek)
- Csillagok a falu felett. Publicisztika,1992–93; R-press, Léva, 1993
- Úton (Pozsony, Madách, 1994)
- Magyarként Szlovákiában. Publicisztikai írások, parlamenti beszédek, előadások, interjúk, 1992–1994; szerk. Kövesdi János, Batta György, utószó Szarka László; Pannónia, Pozsony, 1994 (Szlovákiai magyar füzetek)
- Két világ között (Mécs László Társulás, 1998)
- Szabadulás a lángsírból (Lilium Aurum, 2006, ISBN 80-8062-290-6)
- Harmatos reggelek álmai. Dokumentumregény: egy tanító élete 1968-ban és utána (Madách-Posonium, 2008, ISBN 9788070894514)
- Ruka na zmier (Lilium Aurum, 2009, ISBN 9788080624064)
- Hullámvasút – Válogatott írások, interjúk, felszólalások – 1990–2010 (Méry Ratio Kiadó, 2010, ISBN 9788089286294)[3]
- Álom a szabadságról (Méry Ratio Kiadó, 2012)[4]
- Csend és lélek (AB ART, 2013)
- És eljött az angyal; AB-art, Bratislava, 2014
- Ördögtánc (Pro Futuro Hungarica, Trhová Hradská, 2014)
- Bizonytalan idők (Pro Futuro Hungarica, 2015)
- Üzenet. Beszélgetőtárs Csáky Pál; Pro Futuro Hungarica, Trhová Hradská, 2016
- A pacsirta éneke. A szerző hatvanadik születésnapja alkalmából összeállított válogatáskötet; AB-art, Bratislava, 2016
- Otthonunk, Európa. Gondolatok egy változó világról, 2015–2018; Pro Futuro Hungarica, Trhová Hradská, 2018
- Egy nap az örökkévalóságból. Drámák; Pro Futuro Hungarica, Trhová Hradská, 2018
- Volt egyszer egy forradalom; Pro Futuro Hungarica, Trhová Hradská, 2019
- Pozsonyi beszélgetések; Pro Futuro Hungarica, Trhová Hradská, 2020
- Büszkeség és harag. A szlovákiai magyar politika titkai; Pro Futuro Hungarica, Trhová Hradská, 2021
- A penge élén. Árulkodó dokumentumok; Pro Futuro Hungarica, Trhová Hradská, 2022
- Hit és illúzió; Pro Futuro Hungarica, Trhová Hradská, 2023
- Eltűnik egy világ; Pro Futuro Hungarica, Trhová Hradská [Vásárút], 2024